# Aspiration (Lunge)

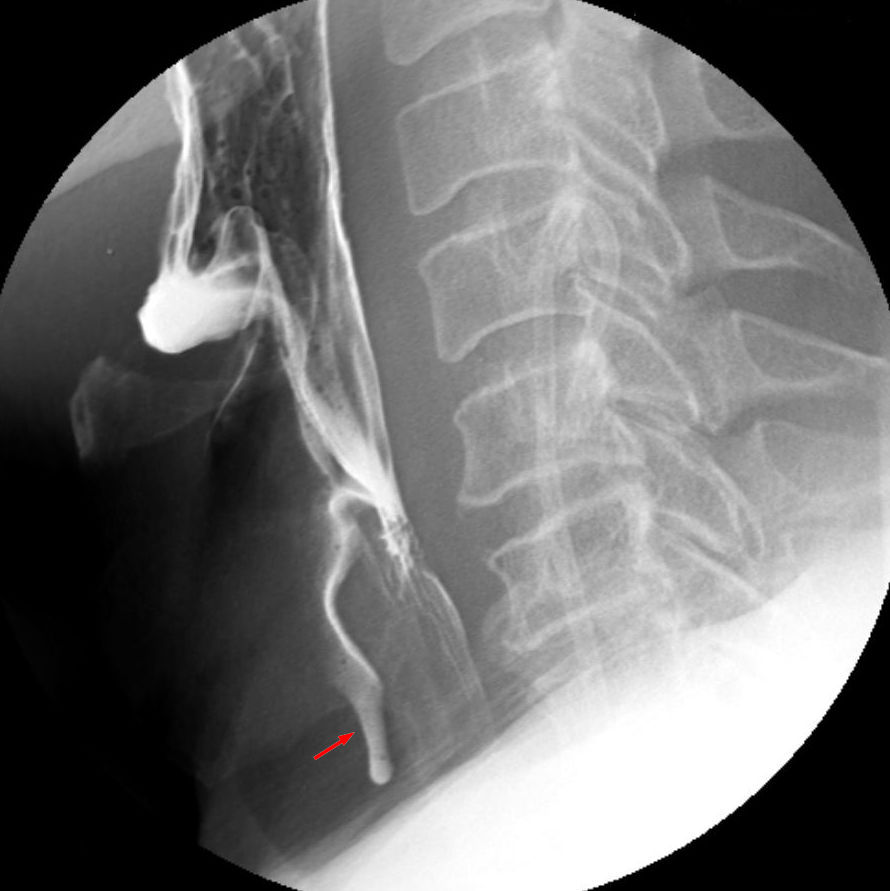
Aspiration in der Röntgenbreischluckuntersuchung. In diesem Fall kommt es nach dem eigentlichen Schluckakt bei im Schlund verbliebenem Kontrastmittel zum Überlaufen nach vorne (links im Bild) in die Atemwege (Pfeil).

Mit Aspiration (lateinisch aspiratio, von aspirare „zuhauchen, einflößen, aspirieren“, aus ad „an“ und spirare „atmen“) bezeichnet man in der Medizin das Eindringen von Material aus dem Gastrointestinaltrakt in die Atemwege (Luftröhre und Lunge) während des Einatmens oder aufgrund fehlender Schutzreflexe bei Bewusstlosigkeit oder Bewusstseinsstörungen. Das in die Lunge eingedrungene Material kann dabei vielfältig sein, z. B. Speichel, Getränke, Nahrung, Mageninhalt, Blut, Fremdkörper oder Kontrastmittel.
Zur Therapie einer Aspiration kann eine Beatmung erforderlich sein.
Umgangssprachlich nennt man aspirieren auch „etwas in den falschen Hals bekommen“ oder „sich verschlucken“.

## Fremdkörperaspiration

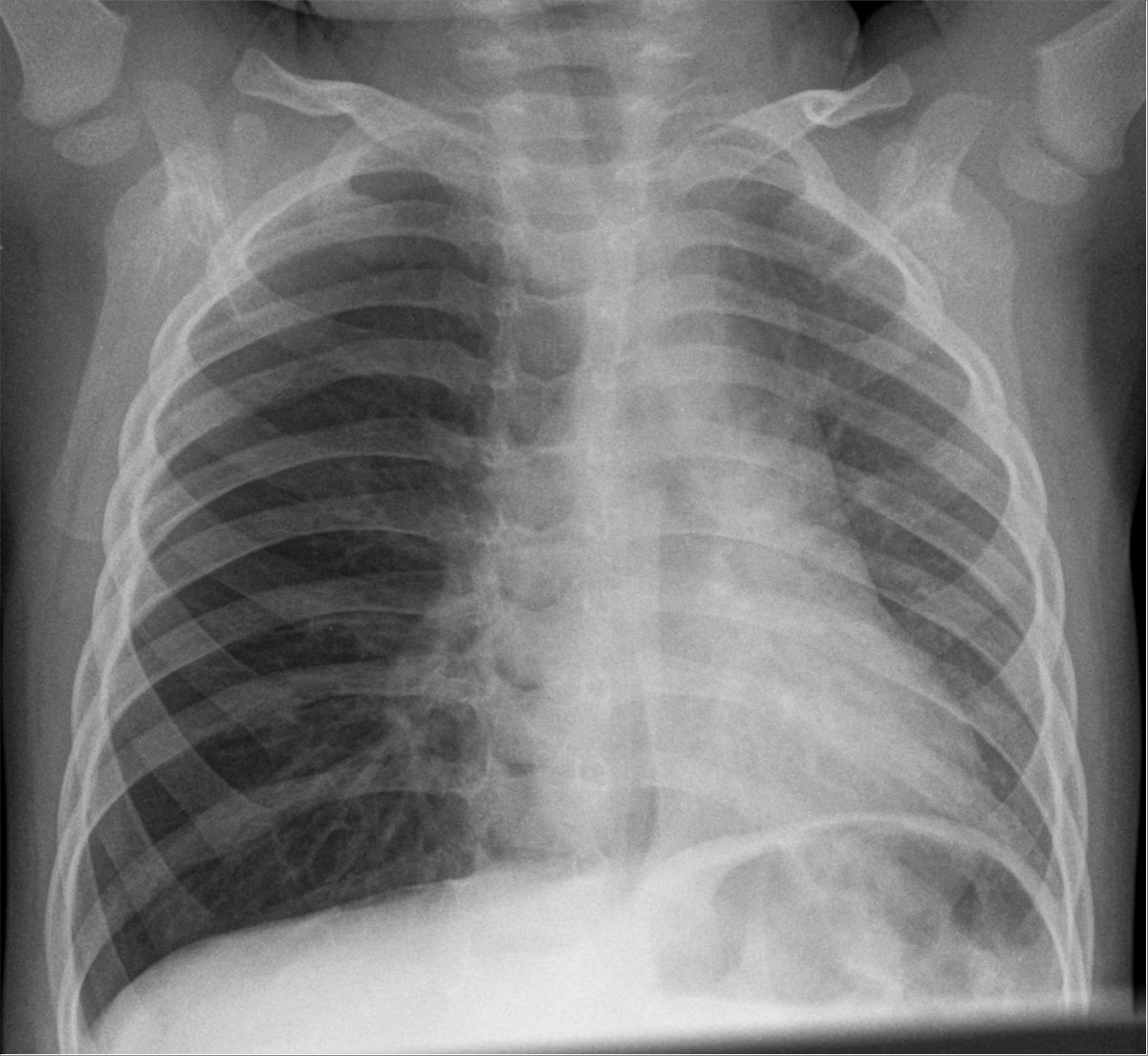
Fremdkörperaspiration (Erdnuss oder Apfelstück?) mit Ventilmechanismus und Überblähung der rechten Lunge bei einem 2 Monate alten Kind. Deutlicher Mediastinalshift nach links.

Eine Fremdkörperaspiration zeigt sich etwa daran, dass der Patient plötzlich nicht mehr atmen, sprechen und husten kann.
Am häufigsten kommt die Fremdkörperaspiration bei Kindern vor. Hauptsächlich betroffen sind ältere Säuglinge und Kleinkinder im Alter von ein bis vier Jahren aufgrund ihrer generellen Tendenz, Gegenstände in den Mund zu nehmen oder in unruhiger Situation etwas zu essen, was eine glatte Oberfläche hat. Die am häufigsten von Kindern aspirierten Fremdkörper sind Erdnüsse, aber auch Bonbons oder kleine Spielzeugteile. Jungen sind dabei mit bis zu 65 % überrepräsentiert. Auch bei Erwachsenen treten Aspirationen von Fremdkörpern auf, beispielsweise wenn jemand bei handwerklichen Arbeiten Nägel oder Schrauben mit dem Mund festhält, dann erschrickt und plötzlich stark einatmet.
Bei der akuten Aspiration eines Fremdkörpers und dessen frühzeitiger Entfernung mittels Bronchoskopie und einer optisch geführten Zange kommen anschließend kaum Entzündungsreaktionen vor. Anders hingegen bei Aspirationen, die längere Zeit nicht behandelt werden: Hier ist vor der Entfernung des Fremdkörpers oftmals eine Behandlung mit Antibiotika notwendig. Besonders bei Aspiration scharf gewürzter oder gesalzener Nahrung kann es nach einer Weile zu starken Reaktionen des Bronchialsystems kommen. Hier muss zusätzlich zur Behandlung mit Antibiotika eine entzündungshemmende Therapie durchgeführt werden.
Die Aspiration eines Fremdkörpers wird auch als Bolusaspiration bezeichnet. Kommt es dabei zu einer kompletten Verlegung der Atemwege durch einen feststeckenden Fremdkörper, besteht ein Notfall, der eine Sofortmaßnahme wie das Heimlich-Manöver oder Schläge mit der flachen Hand zwischen die Schulterblätter in Kopf-Oberkörper-Tieflage erfordern kann.

## Aspiration von Speichel/Speisen/Mageninhalt/Erbrochenem
Aufgrund einer Schluckstörung kann es zu Aspiration von Material (Speichel, Flüssigkeit, Nahrung, Refluat, Kontrastmittel) kommen. Liegt neben der Aspiration von Nahrung und Flüssigkeiten eine relevante Aspiration von Speichel vor, muss eine Tracheotomie mit Einsetzen einer geblockten Trachealkanüle erwogen werden.
Generell ist das Risiko für eine Aspiration erhöht, wenn das Bewusstsein gestört ist, z. B. bei Rauschzuständen durch Alkohol, Drogen oder Medikamente, bei Bewusstseinsstörungen durch z. B. diabetisches Koma, Synkope etwa bei Herzrhythmusstörungen, Krampfanfall, Schädel-Hirn-Trauma etc.
Ursachen für Aspirationen beim Neugeborenen können eine Tracheo-ösophageale Fistel, ein unvollständiger Schluss des Kehldeckels oder ein Larynxspalt (englisch Laryngeal cleft) sein.
Auch beim Erbrechen in Rücken- oder ungünstiger Seitenlage oder unter unzureichenden Schutzreflexen (Schlucken, Husten) besteht Aspirationsgefahr, insbesondere die schon früher bekannte Gefahr der Aspiration von saurem Mageninhalt.
Aufmerksam sollten Anwesende werden, wenn es bei einer Person zu einer plötzlichen Hustenattacke kommt, die mit Atemnot einhergehen kann, aber nicht muss. Eine radiologische Untersuchung mittels Röntgen-Thoraxübersichtsaufnahme, Röntgen-Thoraxaufnahme in Exspiration oder einer Durchleuchtung sind erste diagnostische Maßnahmen. Eine Szintigraphie ist eine weitere Möglichkeit. Die Krypton-81-m-Ventilationsszintigraphie hat eine besonders hohe Detektionsrate.
Schließlich sollte eine Bronchoskopie neben der diagnostischen Klärung auch den therapeutischen Erfolg bringen.

## Komplikationen
- Eine Aspiration kann vom Körper durch Heraushusten der aspirierten Substanz oder des Fremdkörpers selbst behoben werden („Sich verschlucken“).
- Verbleibt ein Fremdkörper in den Atemwegen, kann dies gefährlich werden. Die wichtigste und fatalste Komplikation – gerade bei Kindern, wegen der noch kleinen Luftwege – ist das Ersticken. Hat ein Kind zum Beispiel eine Bohne in den Luftwegen, so kann diese durch die dort herrschende Feuchtigkeit aufquellen und anschwellen, sodass sie schließlich die gesamte Luftröhre verlegt. Das Kind würde dann ersticken.
- Verbleibt der Fremdkörper oder das Aspirat in der Lunge, so kann dies eine Lungenentzündung (Pneumonie) nach sich ziehen. Ursache dieser Entzündung können chemische Reize (durch Magensäure bzw. Säureaspiration[8]) oder eine Infektion sein. Wird das Aspirat nicht entfernt, können wiederkehrende Lungenentzündungen (Aspirationspneumonien), Atelektasen, Granulationen und Stenosierungen bis hin zum Lungenversagen (ARDS) die Folge sein.

Bei der Aspiration von Wasser ist es für das Ausmaß der kardiopulmonalen Effekte wahrscheinlich unerheblich, ob Salz- oder Süßwasser aspiriert wurde.

### Rezidivierende Aspirationen
Unter chronischer Aspiration versteht man wiederholtes Eindringen fremder Sekrete wie Magensaft in die Atemwege, was vor allem bei bewusstseinsgetrübten oder neurologischen Patienten vorkommen kann. Wird dies von Pflegepersonen oder Angehörigen nicht bemerkt, spricht man von „stiller Aspiration“. In einigen Fällen lässt sich diese Aspirationsform durch Nachweis von Fetteinlagerungen in Alveolarmakrophagen nachweisen, die mittels BAL gewonnen werden können.
Wenn Aspirationen oder Aspirationspneumonien immer wieder auftreten, kann eine Schlucktherapie durch Logopäden oder Ergotherapeuten indiziert sein.

## Aspirationsprophylaxe
Unter einer Aspirationsprophylaxe werden Vorsichtsmaßnahmen verstanden, welche die Gefahr einer Aspiration vermindern.
Vor planbaren Operationen zählen dazu unter anderem eine sechs- bis achtstündige Nahrungs- und Flüssigkeitskarenz, das Legen einer Magensonde bei Eingriffen am nicht nüchternen Patienten und die Gabe eines Antazidums vor der Operation.
Bei Patienten mit Aspirationsgefahr wird bereits beim Essen und Trinken der Oberkörper zur Nahrungsaufnahme hochgelagert und genügend Zeit zum Essen und Trinken eingeräumt. Nach dem Essen bleibt der Oberkörper einige Zeit erhöht, etwaige Essensreste werden gründlich aus dem Mund- und Rachenraum entfernt. Unter Umständen muss ein Absauggerät bereitstehen, um vor dem Essen Sekret aus dem Mund des Patienten entfernen zu können und nach dem Essen evtl. Speisereste abzusaugen.
Unter anderen zur Aspirationsprophylaxe bei bewusstlosen Patienten dient die endotracheale Intubation, das Einführen eines Schlauches in die Luftröhre. Friedrich Trendelenburg beschrieb 1871 ein noch heute prinzipiell angewendetes Verfahren, bei dem der Schlauch (Tubus) mit einer aufblasbaren Manschette versehen war.